# آندریا مارکونی
آندریا مارکونی (انگلیسی: Andrea Marconi؛ زادهٔ ۲۴ مهٔ ۱۹۸۵) بازیکن فوتبال اهل ایتالیا است.
از باشگاه‌هایی که در آن بازی کرده‌است می‌توان به باشگاه فوتبال ونتزیا، باشگاه فوتبال کومو، باشگاه فوتبال پرو ورچلی، و باشگاه فوتبال یو. اس. پرگولیتزه اشاره کرد.